# Паланська сільська територіальна громада
Пала́нська сільська об'єднана територіальна громада — об'єднана територіальна громада в Україні, в Уманському районі Черкаської області. Адміністративний центр — село Паланка.
Площа громади — 234,66 км², населення — 14507 мешканців (2022).
Утворена 22 травня 2017 року шляхом об'єднання Берестівецької, Городецької, Громівської, Кочержинської, Кочубіївської, Максимівської, Паланської та Томашівської сільських рад Уманського району. Пізніше приєдналась Юрківська сільська рада. 2020 року до громади приєднались Антонівська, Іванівська, Краснопільська, Піківецька, Посухівська, Родниківська, Черповодівська сільські ради Уманського району та Синицька сільська рада Христинівського району.

## Склад
До складу громади входять:
| Населений пункт   | Населення, осіб (1989) | Населення, осіб (2001) |
| ----------------- | ---------------------- | ---------------------- |
| Антонівка, село   | 750                    | 637                    |
| Берестівець, село | 888                    | 843                    |
| Городецьке, село  | 1340                   | 1354                   |
| Громи, село       | 1333                   | 1160                   |
| Іванівка, село    | 1408                   | 1154                   |
| Кочержинці, село  | 1470                   | 1363                   |
| Кочубіївка, село  | 888                    | 781                    |
| Краснопілка, село | 952                    | 874                    |
| Максимівка, село  | 613                    | 465                    |
| Паланка, село     | 1803                   | 1608                   |
| Піківець, село    | 598                    | 751                    |
| Посухівка, село   | 487                    | 413                    |
| Родниківка, село  | 3402                   | 3385                   |
| Синиця, село      | 1034                   | 918                    |
| Томашівка, село   | 742                    | 671                    |
| Черповоди, село   | 806                    | 784                    |
| Юрківка, село     | 1101                   | 966                    |
| Яроватка, село    | 309                    | 271                    |